# Naval Academy (film)
A Naval Academy egy 1941-es amerikai akciófilm Erle C. Kenton rendezésében, David Silverstein és Gordon Rigby forgatókönyvével. A film főszereplői Freddie Bartholomew, Jimmy Lydon, Billy Cook, Pierre Watkin, Warren Ashe és Jimmy Butler. A filmet 1941. június 5-én mutatta be a Columbia Pictures.   

## Szereplők
- Freddie Bartholomew mint Steve Kendall
- Jimmy Lydon mint Tommy Blake
- Billy Cook, mint Dick Brewster
- Pierre Watkin mint Davis százados
- Warren Ashe mint Brackett hadnagy
- Jimmy Butler mint Matt Cooper
- Douglas Scott mint Jimmy Henderson
- Warren McCollum kadétként
- Calvin Ellison kadétként
- Joe Brown Jr. mint Bill Foster
- David Durand, mint Fred Bailey
- Tommy Bupp mint Joey Martin
- John Dilson, mint John Frazier
- William Blees, mint Caldwell CPO

## Külső hivatkozások
- Naval Academy az Internet Movie Database oldalon (angolul)

## Fordítás
Ez a szócikk részben vagy egészben  a   Naval Academy (film című angol Wikipédia-szócikk fordításán alapul.  Az eredeti cikk szerkesztőit annak laptörténete sorolja fel. Ez a jelzés csupán a megfogalmazás eredetét és a szerzői jogokat jelzi, nem szolgál a cikkben szereplő információk forrásmegjelöléseként.